# Jerrold Katz
Jerrold Jacob Katz (Washington, 14 de julho de 1932 – Nova Iorque, 7 de fevereiro de 2002) foi um filósofo e linguista estadunidense conhecido por seus trabalhos sobre semântica na gramática gerativa.